# Tetramesa tenuicornis
Tetramesa tenuicornis is een vliesvleugelig insect uit de familie Eurytomidae. De wetenschappelijke naam is voor het eerst geldig gepubliceerd in 1832 door Walker.